# ريج بيشوب
ريج بيشوب (بالإنجليزية: Reg Bishop)‏ هو سياسي أسترالي، ولد في 4 فبراير 1913 في أديلايد في أستراليا، وتوفي في 3 يوليو 1999 في أستراليا. حزبياً، نشط في حزب العمال الأسترالي. وقد انتخب عضو مجلس الشيوخ الأسترالي ‏ عن دائرة جنوب أستراليا ‏ (1 يوليو 1962 – 30 يونيو 1981).